# La Dame de glace
La Dame de glace (The Snowmen) est un épisode de la deuxième série de la série télévisée britannique de science-fiction Doctor Who, diffusé sur BBC One le 25 décembre 2012. C'est un épisode spécial de Noël. Cet épisode fait suite à Les Anges prennent Manhattan et précède Enfermés dans la toile.
Ses acteurs principaux sont Matt Smith dans le rôle du onzième Docteur et Jenna-Louise Coleman dans celui de la nouvelle compagne du Docteur, Clara, à la suite du départ d'Amy Pond (Karen Gillan) et de Rory Williams (Arthur Darvill) dans l'épisode précédent.

## Mini-épisodes
Deux mini-épisodes ont été diffusés par la BBC afin promouvoir cet épisode :
- Dans The Great Detective, diffusé le 16 novembre 2012, par une froide nuit d'hiver à l'époque victorienne, un homme raconte le début de l'histoire de la 'Grande Détective', qui s'avère être Madame Vastra, un personnage présentée dans l'épisode de la saison 6 La Retraite du démon. Alors qu'elle sort de l'ombre, sa fidèle servante Jenny Flint apparaît aussi, elle aussi de retour de la série 6. Toutes deux commencent à parler à un "quatrième" détective, juste au moment où le Commandant Strax apparaît aussi. Ils supplient tous les trois le quatrième détective de se montrer et d'enquêter sur d'étranges chutes de météorites vues traversant le ciel du Londres victorien. Le détective sort de l'ombre et s'avère être en fait le Docteur, qui dit au groupe qu'il ne veut plus de nouvelles affaires, peut-être depuis le départ d'Amy et de Rory dans Les Anges prennent Manhattan. Il dit avoir pris sa retraite. Il s'en va et disparaît derrière une calèche, laissant Strax, Jenny et Vastra stupéfaits.
- Dans Vastra Investigates, mis en ligne le 17 décembre 2012, Madame Vastra révèle à un inspecteur de Scotland Yard qu'elle-même et Strax ne sont pas humains, et qu'elle a été tirée d'un long sommeil par les travaux de construction du métro de Londres.

## Résumé
Dans l'Angleterre de 1842, un jeune garçon construit un bonhomme de neige mais refuse de jouer avec les autres enfants. Le bonhomme de neige commence à parler à l'enfant, lui disant que les autres enfants sont stupides et qu'il n'a besoin de personne, ce à quoi le garçon acquiesce. Cinquante ans plus tard, le jeune garçon est devenu un adulte connu sous le nom de Dr Simeon, à la tête de l'"Institut de la Grande Intelligence". Il recrute des hommes pour ramasser des échantillons de neige qu'il place dans un grand globe rempli de neige dans son laboratoire, puis donne à manger ces hommes à un groupe de bonshommes de neige animés. La Silurienne, Madame Vastra, et sa compagne humaine Jenny suivent les agissements du Dr Simeon.
En 1892 Clara, une servante d'auberge, s'intéresse à des évènements à l'extérieur de sa taverne et croise le Docteur qui passait par là. Elle l'accuse d'avoir créé un bonhomme de neige à proximité, mais le Docteur comprend que le bonhomme de neige est constitué d'une neige ayant une forme de mémoire. Alors que davantage de bonshommes de neige apparaissent soudainement, le Docteur en déduit qu'ils se sont créés sur la base des pensées de Clara. Il lui dit donc d'imaginer les bonshommes de neige en train de fondre, et c'est ce qui leur arrive. Le Docteur essaie de s'éloigner discrètement, mais Clara, curieuse, le suit. Le Docteur craint de recruter une nouvelle compagne, et demande à un de ses associés, le Sontarien Strax, d'essayer de la toucher avec une larve extra-terrestre qui effacera sa mémoire de leur rencontre. Mais à la place, il s'aperçoit que dans ce cas elle ne souviendra pas non plus de ses conseils en ce qui concerne les bonshommes de neige, et la laisse partir, disparaissant lui-même dans les nuages.
Clara retourne à son second emploi, celui de gouvernante des enfants du Capitaine Latimer, où elle remplace l'ancienne gouvernante qui s'est noyée et a été congelée dans la pièce d'eau de la résidence un an auparavant. Elle découvre que le Dr Simeon porte un intérêt particulier à la pièce d'eau, et tente de contacter le Docteur. Alors qu'ils l'attendent, une créature humanoïde de glace ayant pris la forme de l'ancienne gouvernante entre dans la résidence et tente de tuer Clara. Le Docteur apparaît à temps pour détruire la créature de glace, et comprend que le Dr Simeon essaye de recréer de l'ADN humain à partir de glace. Vastra, Jenny et Strax arrivent tandis que le Dr Simeon et ses hommes de neige couvrent la résidence de neige, et ensuite la créature ressuscitée pénètre dans la résidence pour les poursuivre. Après s'être assuré que Latimer, ses enfants et ses amis sont en sécurité, le Docteur accompagné de Clara s'enfuient vers le toit de la résidence poursuivis par la créature de glace. Le Docteur mène Clara à une échelle et un escalier en colimaçon qui conduit aux nuages, où le Docteur a laissé son TARDIS, et crée une barrière pour arrêter l'avancée de la créature de glace. Clara s'intéresse aux motivations du Docteur, et le Docteur la traite en compagne, lui donnant une clé du TARDIS, et lui disant "Je ne sais jamais pourquoi — je sais seulement qui". Cependant, alors qu'elle la prend, la créature de glace, ayant franchi la barrière, se saisit de Clara et l'entraîne au-delà des nuages, la précipitant dans une chute vers le sol avant que le Docteur ait pu la sauver.
Le Docteur pose son TARDIS autour du corps de Clara afin qu'elle échappe à l'armée de bonshommes de neige et retourne à la résidence, la confiant aux soins de ses amis. Il ramasse quelques débris de glace de la créature, s'assurant qu'ils demeurent dormants mais contiennent l'ADN glaciaire que le Dr Simeon recherche. Vastra et lui se rendent au domicile du Dr Simeon, où le Docteur apprend que le grand globe de verre contient une entité appelée "La Grande Intelligence" qui a utilisé Simeon comme son élément moteur. L'Intelligence tente d'exterminer les humains et de créer un monde de créatures de glace, utilisant son pouvoir pour contrôler la neige et les bonshommes à cette fin. Le Dr Simeon s'empare de la boite contenant les fragments de glace mais en l'ouvrant découvre la larve qui efface la mémoire, le Docteur pensant que ses effets vont anéantir la Grande Intelligence. Mais en fait, l'Intelligence parvient à contrôler le corps du Dr Simeon, et elle l'utilise pour attaquer le Docteur, mais le Docteur a le dessus sur elle, et la Grande Intelligence commence à se dissiper.
Rapidement, il commence à pleuvoir au dehors, et le Docteur découvre que c'est une pluie salée. Il comprend immédiatement que la Grande Intelligence ayant créé d'importantes quantité de neige autour de la résidence du Capitaine Latimer, les larmes de celui-ci et de sa famille autour de Clara mourante ont converti la neige en larmes. Le Docteur et Madame Vastra retournent à la résidence, où Strax les informe que Clara va bientôt mourir. Le Docteur essaie de consoler Clara, lui rendant la clé avant qu'elle ne meure.
À ses obsèques, le Docteur apprend finalement le nom complet de Clara – Clara Oswin Oswald – le même que celui de la jeune femme transformée en Dalek dans L’Asile des Daleks, et comprend qu'il a eu affaire à la même personne. Il annonce donc que la mort à deux reprises d'une même personne est une impossibilité et qu'il faut qu'il enquête à ce sujet, et fait ses adieux. De nos jours, la jeune femme apparaît de nouveau, parcourant le cimetière où on vient de la voir inhumée.

## Continuité
- Vastra, Jenny et Strax apparaissent pour la première fois dans « La Retraite du démon ». La mort de Strax dans cet épisode est décrite par le Docteur comme ayant été annulée ("Il a donné sa vie pour un ami, une fois. Un autre ami l'a ramené"), mais les circonstances de cette résurrection sont expliquées dans un mini-épisode webcast.
- Clara éveille les soupçons du Docteur en parlant de soufflés et en répétant la phrase « Courez espèce de petit malin et souvenez-vous de moi » de L’Asile des Daleks.
- Clara se voit proposer un test par Vastra, qui consiste à demander au Docteur pourquoi il devrait l'aider en un seul mot. Elle choisit le mot « pond » (étang), le nom de famille de son ancienne compagne [Amy Pond] et le Docteur prend et regarde les lunettes qu'Amy utilise dans Les Anges prennent Manhattan.
- Le second Docteur a précédemment rencontré la Grande Intelligence (mais il s'agit d'évènements futurs du point de vue de cette entité) dans les sérials : « The Abominable Snowmen » et « The Web of Fear », qui ont toutes deux lieu durant la 5e saison de la première série. Dans ces histoires, la Grande Intelligence utilise des robots Yétis pour effectuer ses manœuvres. Il est fait allusion aux événements de The Web of Fear par le Docteur quand celui-ci montre une boîte en fer blanc portant un plan du métro de Londres à la Grande Intelligence dans le laboratoire du Dr Simeon; l'Intelligence déclare "Je ne comprends pas ces dessins", en référence au plan du métro de 1967, un anachronisme en 1892. Le Docteur observe que le métro est "une faiblesse stratégique importante de la vie urbaine", faisant référence ou donnant possiblement l'idée de la future attaque des Yétis contre Londres par le métro[3].
- La salle de contrôle du TARDIS a une fois de plus été redécorée.